# Bullpup

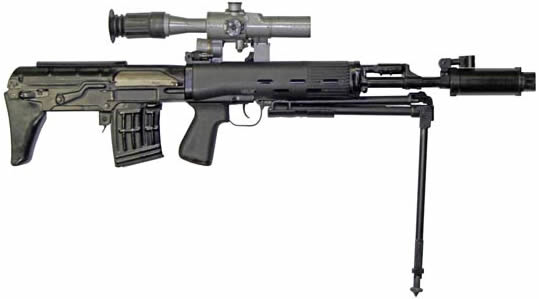
SVU-AS, súng trường bắn tỉa bullpup của Nga.

Khẩu OTs-14 Groza của Nga

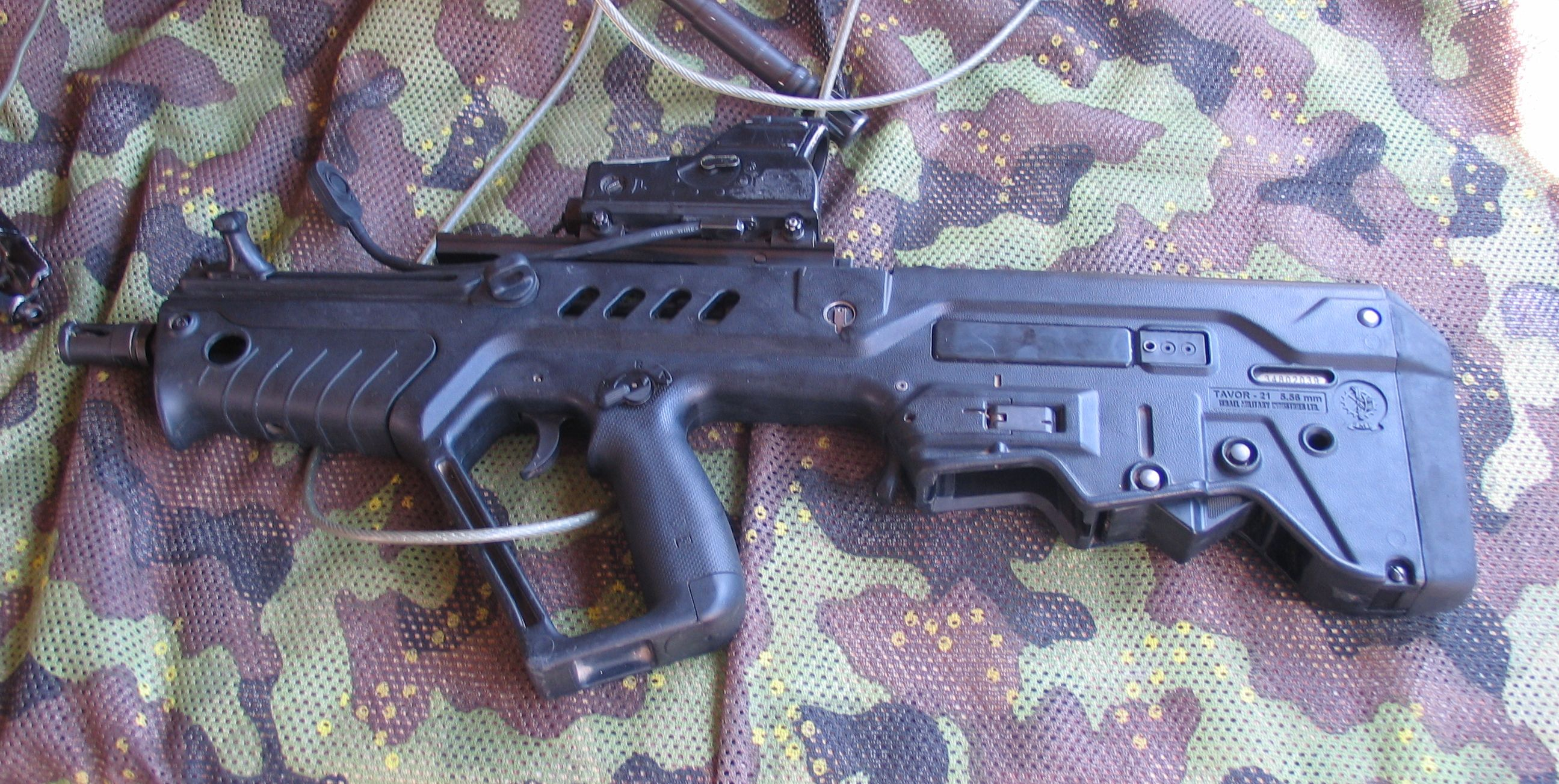
Khẩu TAR-21 của Israel

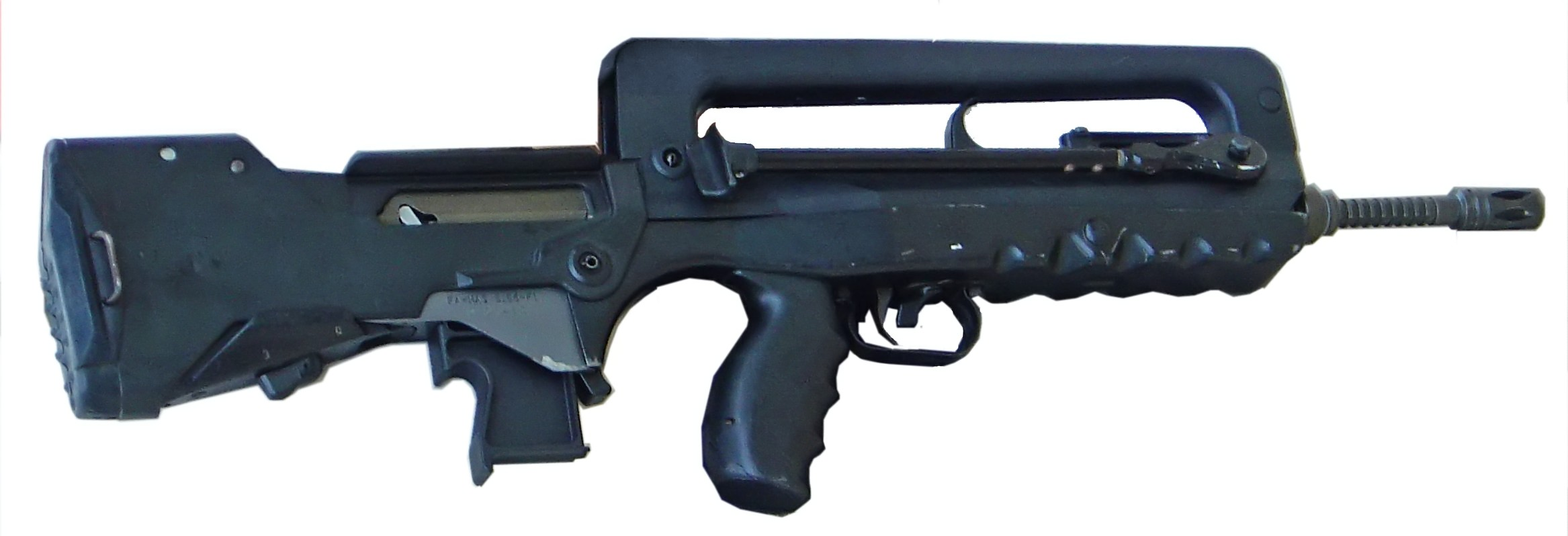
Khẩu FAMAS của Pháp

Khẩu Steyr AUG của Áo

Bullpup là thiết kế các loại súng mà cả bộ khóa nòng và hộp đạn đều được lắp phía sau cò súng hay nói cách khác là ở ngay sát mặt của xạ thủ khi ngắm bắn. Thiết kế này giúp cho hộp khóa nòng và báng súng nhập làm một, vì thế nó không cần tốn không gian để phải có báng súng dài như các thiết kế thông thường.
Điều này khiến cho chiều dài tổng thể của súng ngắn hơn nhưng nòng súng không hề ngắn hơn nên vẫn giữ nguyên được độ chính xác nó còn giúp tăng tính cơ động và làm trọng lượng trở nên nhẹ hơn, tuy nhiên nó cũng có một số nhược điểm so với súng thông thường như việc ngắm bắn khó khăn hơn, thay băng đạn mất nhiều thời gian hơn, đánh giáp lá cà khó khăn hơn (do hộp khóa nòng gắn liền với báng súng).

## Hình dáng

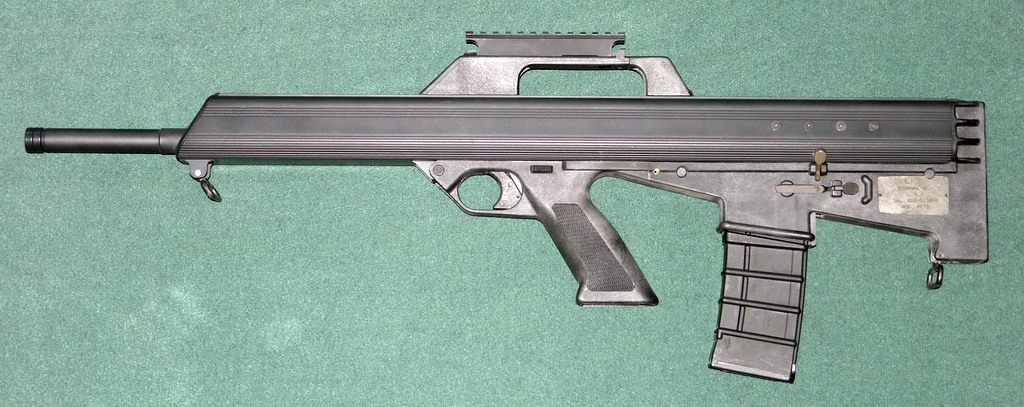
Khẩu Bushmaster M17S của Úc và Hoa Kỳ.

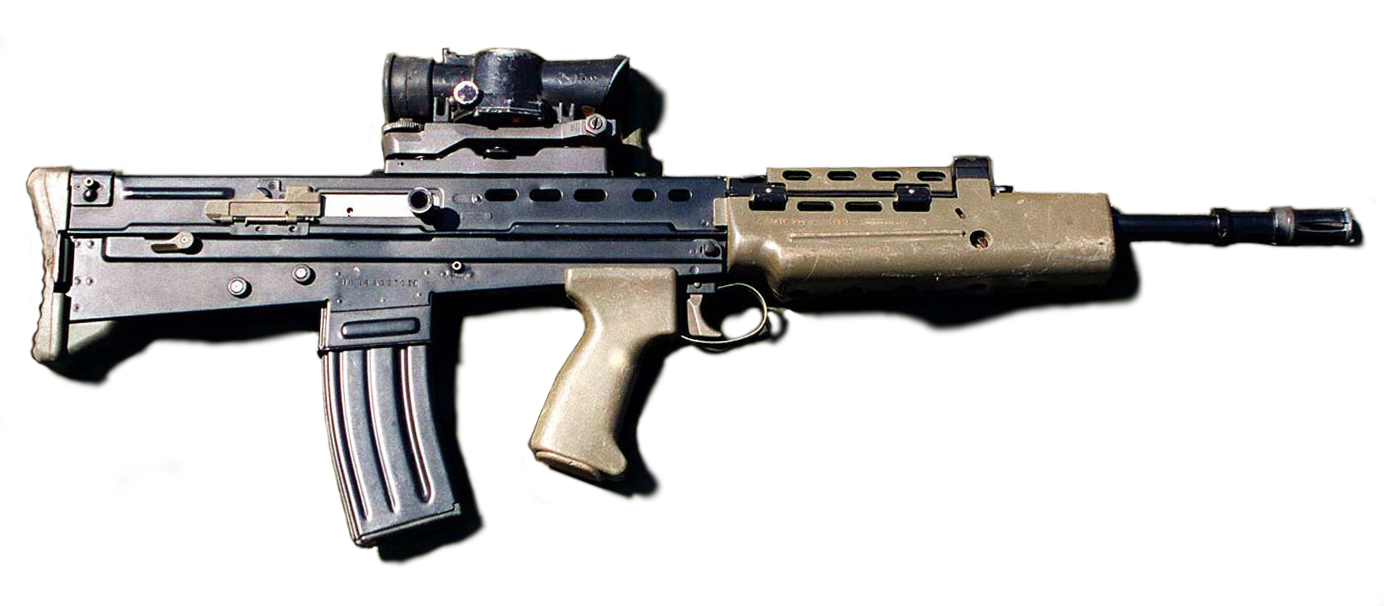
Khẩu SA80 của Anh.

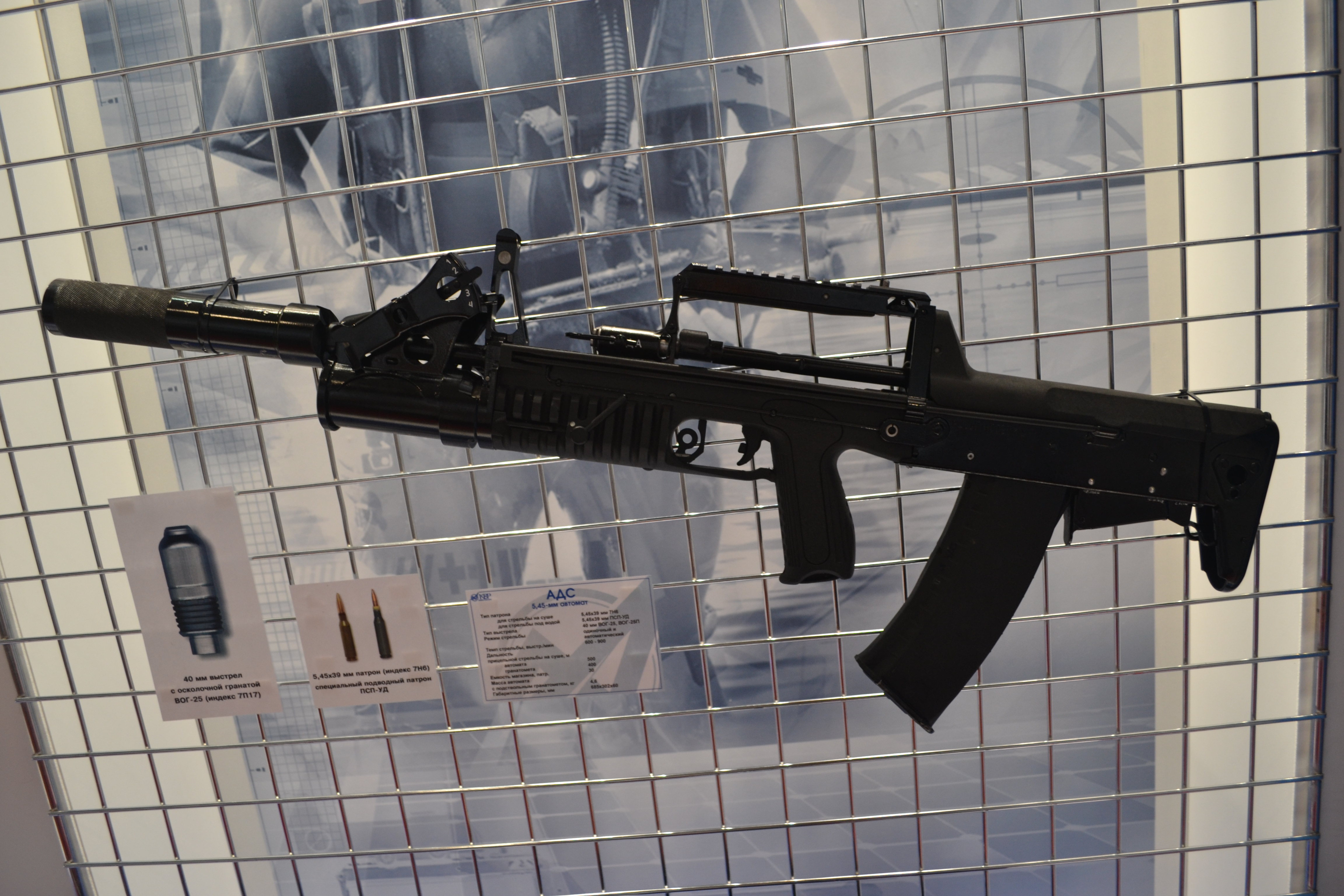
Khẩu ADS của Nga

Với thiết kế bullpup toàn bộ hệ thống hoạt động của súng được chuyển ra phía sau cò súng, cò súng sẽ nằm ngay chính giữa thân súng và chiều dài của báng súng sẽ ngắn đi. Việc này làm giảm chiều dài tổng thể của báng súng nhưng không làm giảm chiều dài của nòng súng và còn giúp giảm trọng lượng. Thiết kế bullpup thường làm giảm 25% chiều dài của súng nó giúp làm tăng độ linh hoạt trong các môi trường chiến đấu chật hẹp.
Điểm yếu của thiết kế này là bộ khóa nòng nằm ngay sát mặt của xạ thủ khi ngắm bắn nên nó sẽ không thể chiến đấu hiệu quả nếu chưa nói là rất khó khăn khi xạ thủ là người thuận tay trái. Vì khi bắn các vỏ đạn nóng bỏng sẽ được đẩy ra ở phía tay phải của súng nếu xạ thủ thuận tay trái ngắm bắn thì nó sẽ văng trúng mặt của họ nên buộc họ phải sử dụng trái tay. Có một số mẫu thiết kế tiêu biểu như các súng trường tấn công FAMAS và Steyr AUG, để khắc phục nhược điểm này các nhà thiết kế đã thiết kế lá chắn của bộ khóa nòng và thoi nạp đạn có thể xoay về hai hướng khiến nó có thể giống như mẫu thiết kế dành cho người thuận tay trái khi sử dụng. Các mẫu khác như FN P90 thì cho vỏ đạn vào một khe rồi đẩy ra ở phần dưới phía sau của khẩu súng. Khẩu FN F2000, FS2000 và Kel-Tec RFB thì phóng vỏ đạn phía trước nòng súng thông qua một rãnh, các vỏ đạn được đẩy ra sau khi bắn sẽ theo khe này đi ra ngoài. Khẩu Heckler & Koch G11 vốn sử dụng đạn không vỏ nên không cần khe nhả vỏ đạn ra ngoài, nhưng những viên đạn không phát nổ có thể được đẩy vào khe nằm bên dưới khoang chứa đạn khi xoay khoang chứa đạn lên thẳng đứng khớp với khe và viên đạn sẽ bị đẩy rơi xuống theo khe đó ra khỏi khẩu súng lúc viên đạn mới được đẩy vào thế chỗ.

## Lịch sử

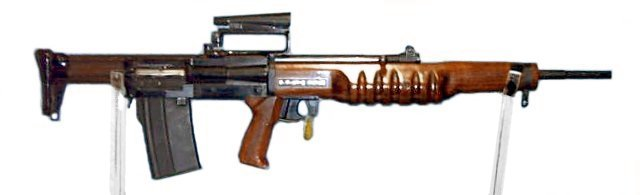
Khẩu EM-2 của Anh

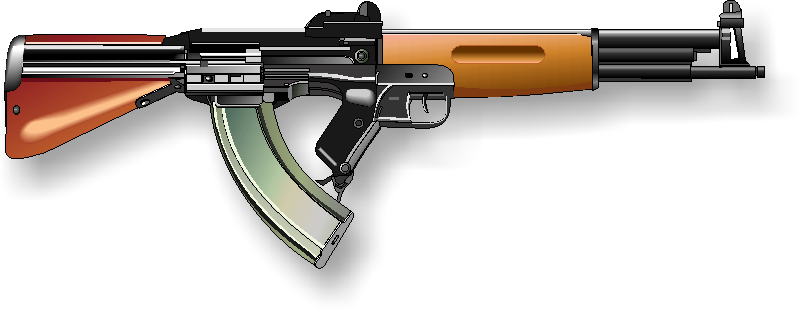
Khẩu Korobov TKB-408 của Liên Xô

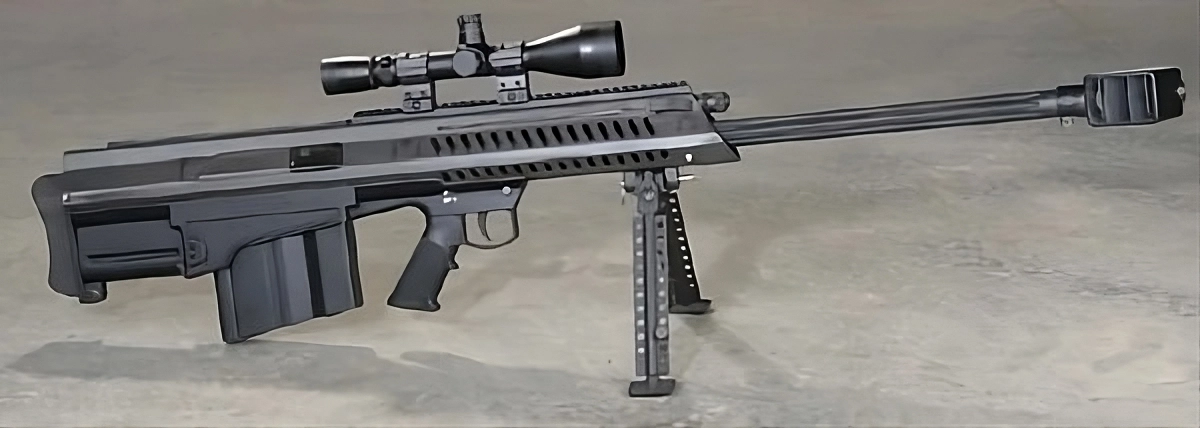
Khẩu Barrett XM500 của Hoa Kỳ

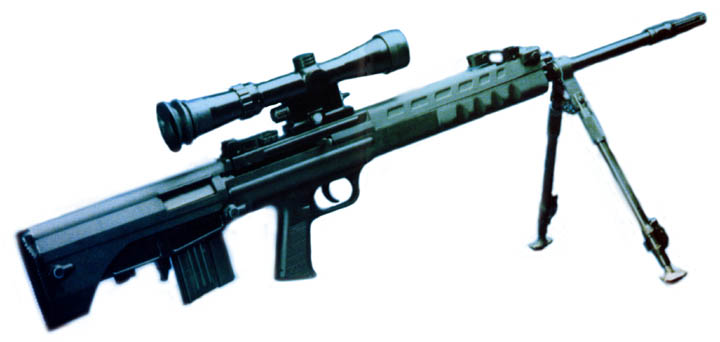
QBU-88 của Trung Quốc

Các mẫu đầu tiên sử dụng hệ thống thoi nạp đạn trược như khẩu Thorneycroft năm 1901, cho dù chiều dài giảm đi nhưng khoảng cách từ cò súng cho đến kim hỏa tăng lên nên cần tính thêm thời gian để mất để việc bắn được thực hiện từ khi bóp cò. Thiết kế này cũng từng được tin là có áp dụng cho loại súng trường bán tự động năm 1918, đến năm 1936 thì khẩu súng tiểu liên có bullpup được một người Pháp có tên Henri Delacre chế tạo.
Sau thế chiến thứ hai, các kỹ sư phương Tây đã lấy cảm hứng từ thiết kế của khẩu súng trường tấn công Sturmgewehr 44 loại mà có kết hợp hài hòa giữa thoi nạp đạn trược và súng tiểu liên, một trong số họ là Kazimierz Januszewski (hay còn được biết với tên Stefan Janson). Januszewski là một kỹ sư người Ba Lan đã làm việc tại kho vũ khí quốc gia ở Ba Lan những năm 1930. Sau khi được điều động ra chiến trường ông đã phải chạy trốn quân Đức và Nga sau đó lên đường đến Anh nơi ông gia nhập vào"đội ngũ thiết kế Ba Lan"tại nhà máy Royal Small Arms của Enfield Lock. Nhà máy này được điều hành bởi trung tá Edward Kent-Lemon. Januszewski đã tiến hành phát triển một loại súng trường mới với ý tưởng"chương trình súng trường ngắn lý tưởng"để có thể thay thế cho các khẩu sử dụng loại đạn.303. Chương trình bắt đầu thiết kế dựa trên loại đạn .280 British (7 mm) đã giao cho Januszewski cùng hai đồng nghiệp khác làm việc tại Enfield công việc thiết kế. Một nhóm thiết kế khác được dẫn dắc bởi Stanley Thorpe đã quyết định tạo ra một loại súng sửng dụng phương pháp nạp đạn bằng khí nén cùng với hệ thống khóa dựa trên thiết kế của khẩu Sturmgewehr. Tuy nhiên do thiết kế này sử dụng các mảnh hợp kim ép rất khó để làm nên thiết kế này đã bị bỏ dỡ. Còn kết quả của nhóm thiết kế Ba Lan là khẩu EM-2 đã phá vỡ các tiêu chuẩn lúc đó.

Khẩu EM-2 có một số điểm tương đồng với khẩu AK-47 của Liên Xô cho dù Januszewski chưa từng thấy khẩu AK-47 trước đó. Tầm quan trọng của súng trường tấn công có thiết kế bullpup đã được chứng minh trong các chương trình vũ khí tại Anh để bắt đầu tiến hành thay thế các loại súng ngắn, súng tiểu liên và súng trường đang sử dụng hiện tại. Lấy thiết kế của khẩu EM-1 và EM-2 một khái niệm về súng trường mới đã được hình thành trong cuộc chiến tranh thế giới thứ hai. Rõ ràng rằng các cuộc chiến hiện đại đòi hỏi các loại vũ khí bộ binh phải nhẹ, có thể chọn chế độ bắn, với tầm hoạt động xa hơn nhiều so với các loại súng tiểu liên nhưng phải ngắn hơn các loại súng trường bán tự động hay thoi nạp đạn trược. Lựa chọn thiết kế bullpup là cần thiết để có thể giảm chiều dài tổng thể của khẩu súng nhưng vẫn giữ được độ chính xác. Anh đã thông qua một cách giới hạn các khẩu EM-2 để đưa vào sử dụng trong quân đội và trở thành nước đầu tiên có loại súng sử dụng thiết kế bullpup trong biên chế năm 1951. Nhưng từ khi Anh chuyển sanh sử dụng loại đạn 7.62x51mm NATO thì các khẩu EM-2 không thể đáp ứng vì thế nên một loại súng mới là FN FAL đã thế chỗ của nó.

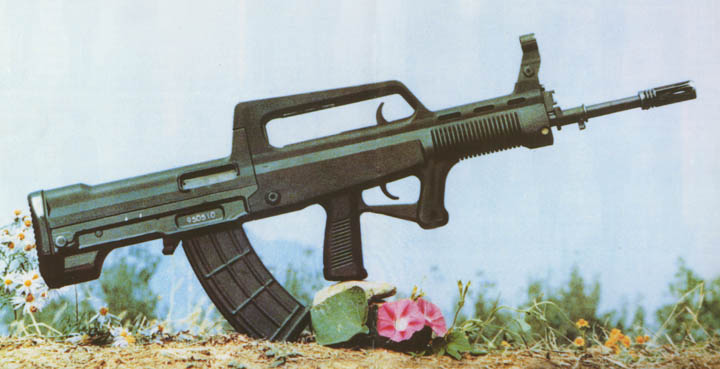
Khẩu QBZ-95 của Trung Quốc

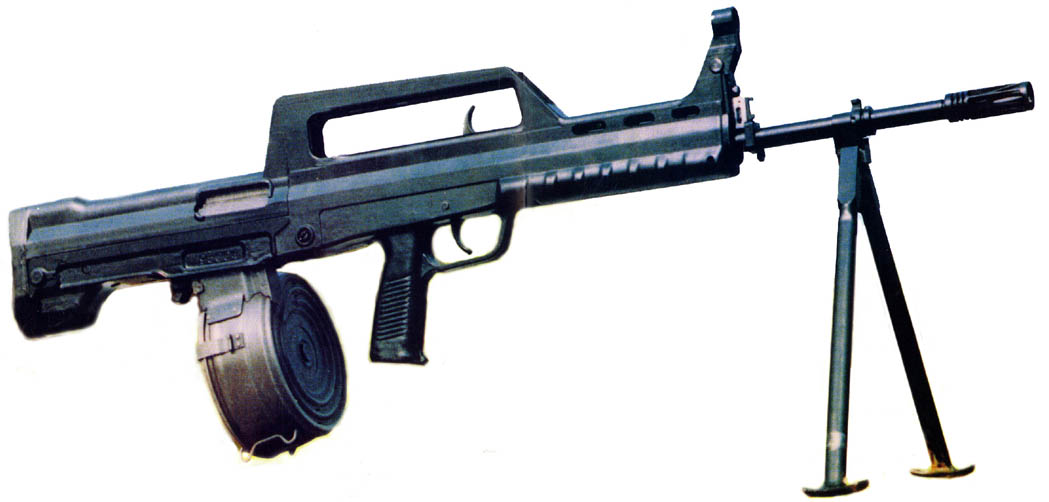
Khẩu QBB-95 của Trung Quốc

Một loại súng trường tấn công có thiết kế bullpup khác sử dụng loại đạn 7.62x39mm M43 được thiết kế bởi German A. Korobov tại Liên Xô khoảng năm 1945 và được phát triển xa hơn là khẩu Korobov TKB-408 đã gia nhập vào các cuộc thử nghiệm của quân đội Xô Viết cùng các mẫu thiết kế khác để có thể trở thành vũ khí tiêu chuẩn của hồng quân, tuy nhiên nó đã bị từ chối vì nhược điểm lớn nhất của TKB-408 là độ tin cậy thấp. Nguyên mẫu không vượt qua được các bài kiểm tra độ bền như khai hỏa sau khi súng bị đóng băng, nung nóng, dìm xuống bùn hoặc bị bẩn.Đây là lý do quân đội Liên Xô loại TKB-408 để chọn AK-47 . Còn tại Hoa Kỳ thì khẩu Model 45A bullpup phát triển cùng năm đó không tiến xa hơn giai đoạn thử nghiệm.
Cho dù thiết kế bullpup không được thành công cho lắm trong việc thuyết phục đưa vào biên chế thì nó vẫn được hỗ trợ tiếp tục phát triển giống như khẩu TKB-022 của Korobov.Dù được đánh giá có độ chính xác và thiết kế hợp lý hơn AK, TKB-022 không bao giờ được chế tạo hàng loạt và trở thành một phần của lịch sử như mẫu súng có thiết kế bull-pup đầu tiên của Liên Xô.
Ngày nay, Nga đã áp dụng một số công nghệ và giải pháp từ thiết kế của TKB-022 vào súng trường tấn công cỡ nòng lớn ShAK-12, được các đơn vị đặc nhiệm của Tổng cục An ninh Liên bang Nga (FSB) sử dụng.

## Phục vụ
Khẩu Steyr AUG là loại súng có bullpup thành công đầu tiên trong loại này nó đã được xuất khẩu và sử dụng trong nhiều mục đích của hơn 20 quốc gia trên thế giới và trở thành vũ khí chính tại Úc và Áo. Nó được cho là rất tiên tiến những năm 1970 với các đặc tính như bullpup, hộp đạn bằng nhựa tổng hợp, hai tay cầm thẳng đứng, có ống ngắm là tiêu chuẩn và các bộ phận liền thành nhiều khối. Với độ tin cậy cao, nhẹ và chính xác Steyr AUG đã cho thấy rõ tiềm năng của các thiết kế bullpup.
Anh tiếp tục thiết kế các khẩu có bullpup của mình mà kết quả là khẩu SA80 (L85) được đưa vào biên chế năm 1985. Nhưng do có trục trặc về độ tin cậy nên đã giao cho công ty Heckler & Koch sửa chữa và thiết kế lại thành L85A2, và hiện tại nó là một loại súng đáng tin cậy, chính xác và nhẹ hơn là các khẩu súng trường nặng nề. Thiết kế này đã được đưa vào biên chế trong quân đội của một số nước mạnh ở phương Tây nên thiết kế bullpup đã trở nên thông dụng hơn. Khẩu SAR-21 của Singapore đã sử dụng một tấm ngăn có thể gắn vào làm chệch hướng vỏ đạn bay ra để khắc phục nhược điểm của thiết kế này. Israel Military Industries cũng đã thiết kế một khẩu có bullpup là khẩu IMI Tavor TAR-21 để trang bị cho các lực lượng quân sự của mình. Khẩu QBZ-95 đã được trang bị đại trà trong Quân Giải phóng Nhân dân Trung Quốc. Khẩu FAMAS được xem là loại vũ khí tiêu chuẩn cho quân đội tại Pháp.
Một số loại súng bắn tỉa cũng có thiết kế bullpup như Dragunov SVU của Nga, Barrett XM500 của Hoa Kỳ hay QBU-88 của Trung Quốc...